# Giovanni Valesi
Johann Evangelist Wallishauer, Walleshauer o Wellesberger, noto anche con lo pseudonimo di Giovanni Valesi, (Hattenhofen, 28 aprile 1735 – Monaco di Baviera, 10 gennaio 1816), è stato un tenore tedesco. Fu anche professore di canto.

## Biografia
Nel 1756 entrò al servizio del duca Clemens Franz a Monaco di Baviera e fu inviato in Italia per migliorare la tecnica di canto. Cantante di corte a Monaco di Baviera dal 1770 al 1798, partecipò alle prime della Finta giardiniera e di Idomeneo re di Creta di Mozart. 
In seguito, cominciò ad insegnare. Tra i suoi allievi, si può menzionare Valentin Adamberger, Carl Maria von Weber, Josepha Heist, Marghareta Kaiser, il tenore Murschhauser, Philipp Sedlmayr, Johann Evangelist Brandl, Kathinka Kainz, Joseph Wilhelm Sutor, Anton Schröpfl e Karl Borromäus Neuner. Insegnò anche il canto al figlio e alle quattro figlie, che ebbe dal suo matrimonio nel 1775 con Leni Mindl:
- Maria Anna Valesi (1776–1792), cantatrice[5]
- Joseph Georg Fidelis Valesi (1778–1807), tenore[6]
- Maria Magdalena Sabina Valesi, sposata Köhl (circa 1781 – circa 1811), cantatrice[7]
- Maria Crescentia Valesi (circa 1785 – circa 1813), alto[8]
- Maria Anna Thekla Valesi, sposata Degele (1791–1868), alto[9].

## Interpretazioni

### Prime assolute
- Minosse, nellʾArianna e Teseo di vari compositori, al Teatro della Pergola di Firenze, il 5 febbraio 1772 e durante il carnevale successivo[10].
- Polifonte, nel Merope di Giacomo Insanguine, al Teatro San Benedetto di Venezia, il 26 dicembre 1772 e durante il carnevale 1772-1773[11].
- Il ruolo del titolo nel Solimano di Johann Gottlieb Naumann, al Teatro San Benedetto di Venezia, durante il carnevale 1773[12].
- Licomede, nellʾAchillo in Sciro di Pietro Pompeo Sales, al Nuovo teatro di corte di Monaco di Baviera, durante il carnevale 1774[13].
- Contino Belfiore ne La finta giardiniera di Mozart, il 13 gennaio 1775, al Salvatortheater di Monaco di Baviera.
- Porsenna, ne Il trionfo di Clelia di Joseph Willibald Michl, al Nuovo teatro di corte di Monaco di Baviera, l'8 gennaio 1776 e durante il carnevale successivo[14].
- Gran Sacerdote di Nettuno nellʾIdomeneo re di Creta di Mozart, il 29 gennaio 1781, al teatro di corte di Monaco di Baviera[15].
- Sicano nel Tancredi di Ignaz Holzbauer, al Nuovo teatro di corte di Monaco di Baviera, durante il caranevale 1783[16].

### Altri
- Megabise, nellʾArtaserse di Andrea Bernasconi, al teatro di corte di Monaco di Baviera, il 10 gennaio 1763 e durante il carnevale[17].
- Massimo nellʾEzio di un compositore anonimo, su un libretto di Pietro Metastasio, al Teatro della Pergola di Firenze, il 26 dicembre 1771 e durante il carnevale 1771-1772[18].
- Chabri, ne La Betulia liberata di Andrea Bernasconi, al Teatro di corte di Monaco di Baviera, durante la quaresima 1775[19].
- Belfusto ne La fiera di Venezia di Antonio Salieri, al Nuovo teatro di corte di Monaco di Baviera, durante il carnevale 1786[20].